# Mustasaari (ö i Finland, Södra Savolax, Nyslott, lat 61,62, long 28,73)
Mustasaari är en ö i Finland. Den ligger i sjön Suuri Siikajärvi och Pieni Siikajärvi och i kommunen Sulkava i den ekonomiska regionen  Nyslotts ekonomiska region  och landskapet Södra Savolax, i den sydöstra delen av landet, 260 km nordost om huvudstaden Helsingfors. Öns area är 0,7 hektar och dess största längd är 170 meter i nord-sydlig riktning.